# Iztapalapa
Iztapalapa é uma demarcação territorial da Cidade do México, situada na parte leste da capital mexicana. Possuía em 2015 uma população de 1.827.868 habitantes, distribuída em uma área de 113 km². Faz fronteira com Iztacalco a norte; com Tláhuac e Xochimilco a sul; e com Benito Juárez e Coyoacán a oeste.
O nome da demarcação é derivado dos vocábulos náuatles iztapalli (laje ou placa), atl (água) e pan (acima), que juntos significam nas lajes de água ou água em lajes. A toponímia de Iztapalapa alude à sua antiga posição ciliar em relação ao Lago de Texcoco.

## Transportes

### Metrô da Cidade do México
Iztapalapa é atendida pelas seguintes estações do Metrô da Cidade do México:
- Acatitla
- Aculco
- Apatlaco
- Atlalilco
- Calle 11
- Cerro de la Estrella
- Constitución de 1917
- Culhuacán
- Escuadrón 201
- Guelatao
- Iztapalapa
- Lomas Estrella
- Mexicaltzingo
- Peñón Viejo
- Periférico Oriente
- San Andrés Tomatlán
- Santa Marta
- Tepalcates
- Tezonco
- UAM-I